# Вид лечебницы и церкви Сен-Поль де Мозоль в Сен-Реми
«Вид лечебницы и церкви Сен-Поль де Мозоль в Сен-Реми» (англ. View of the Asylum and Chapel of Saint-Rémy) — картина нидерландского художника Винсента Ван Гога, написанная осенью 1889 года в Сен-Реми-де-Прованс.

## История
В мае 1889 года Ван Гог добровольно поместил себя в больницу для душевнобольных Сен-Поль недалеко от небольшого городка Сен-Реми-де-Прованс. Его врачи вскоре дали ему разрешение рисовать на однодневных экскурсиях по окружающим полям.
Первоначально считалось, что картина представляет собой вид на церковь в Лаббвиле, недалеко от Овер-сюр-Уаз, куда он переехал после пребывания в приюте, но теперь принято считать, что это непосредственно вид на сам приют и часовню в Сен-Реми. Возможно, это было одним из «осенних исследований», упомянутых в письме Ван Гога к его брату Тео от 7 декабря 1889 года.
По словам Рональда Пикванса, «вид уникален во всём творчестве Ван Гога. Это единственная работа, которая даёт представление о романской башне первоначального августинского монастыря; в этом отношении его можно сравнить с несколькими видами романской башни Сен-Трофим в Арле (например, F409, F515). Стилистически её можно сравнить со «Входом в карьер».
Картина определённое время находилась в коллекции актрисы Элизабет Тейлор, выставленной в её гостиной. После её смерти в 2012 году она была продана на аукционе Christie's за 15 991 575 долларов